# Yoon Jung-chun
Đây là một tên người Triều Tiên, họ là Yoon.
Yoon Jung-Chun (tiếng Hàn: 윤정춘; 18 tháng 2 năm 1973 – 1 tháng 9 năm 2014) là một cầu thủ bóng đá và huấn luyện viên bóng đá Hàn Quốc.